# Cumignano sul Naviglio
Cumignano sul Naviglio es una localidad y comune italiana de la provincia de Cremona, región de Lombardía, con 402 habitantes.

## Evolución demográfica
| Gráfica de evolución demográfica de Cumignano sul Naviglio entre 1861 y 2001 |
|                                                                              |
| Fuente ISTAT - elaboración gráfica de Wikipedia                              |